# Titularbistum Arsamosata
Arsamosata ist ein Titularbistum der römisch-katholischen Kirche.
Es geht zurück auf einen untergegangenen Bischofssitz in der antiken Stadt Harput, die in der römischen Provinz Mesopotamia lag. Der Bischofssitz war der Kirchenprovinz Amida zugeordnet.
| Titularbischöfe von Arsamosata |                                    |                                                |                   |                    |
| Nr.                            | Name                               | Amt                                            | von               | bis                |
| 1                              | Etienne Katcho                     | Weihbischof in Babylon (Irak)                  | 22. Februar 1947  | 28. Juni 1953      |
| 2                              | Bernhard Gerhard Hilhorst CSSp     | emeritierter Bischof von Morogoro (Tanganjika) | 12. Dezember 1953 | 11. August 1954    |
| 3                              | Laurent Morin                      | Weihbischof in Montréal (Kanada)               | 8. September 1955 | 28. Februar 1959   |
| 4                              | Tomás Roberto Patricio Manning OFM | Prälat von Coroico (Bolivien)                  | 21. April 1959    | 30. Dezember 1977  |
| 5                              | Robert Jarjis                      | Weihbischof in Babylon (Irak)                  | 22. Dezember 2018 | 11. September 2021 |